# 삼성 비자금 관련 폭로
삼성 비자금 관련 폭로는 2007년 삼성그룹의 비자금 관리와 로비 내역이 폭로된 사건이다.

## 폭로 내용
2007년 10월 29일 삼성그룹의 전직 법무팀장 김용철은 천주교 정의구현사제단과 함께 삼성그룹의 50여억원의 비자금을 자신이 관리해왔다고 폭로했다. 또한 검찰 및 시민단체에 대한 로비를 이건희 회장이 직접 지시했다는 문건을 공개했으며 삼성그룹에서는 그러한 문건의 존재를 확인하였다. 이후 김용철은 시사IN과 한겨레신문 등의 인터뷰를 통해 삼성그룹의 비자금 조성 방식과 전방위적 로비의 실체, 삼성그룹 고위 임원들의 과도한 충성의 모습들을 공개했다. 신동아에서는 2005년 X파일 사건 당시 김용철과의 비보도 전제의 인터뷰를 나중에 보도하기도 했다.

### 비자금 조성 및 관리
김용철은 삼성 전략기획실(구 구조조정본부), 그 중 김인주 사장이 실질 권한을 가지고 이재용시대를 열 것이라고 주장했다. 그는 삼성그룹이 계열사마다 비자금 액수를 할당했고, 반도체 라인, 타워팰리스 공사 등에서 이중장부를 이용한 분식회계를 통해 조직적으로 비자금을 조성했으며, 관련 자료는 100% 없앴다고 말했다. 또 삼성중공업에서는 없는 배를 띄워놓은 것처럼 조작해 분식회계를 저질렀고, 삼성자동차 법정관리 기록은 담당 사무관을 매수해 불태워버렸다고 주장했다.
또 그는 삼성 본관 27층에 경영지원팀 가운데 극소수만이 접근 가능한 비밀 금고가 있으며 안에는 각종 유가증권·의류권·상품권·순금이 들어있다고 말했다. 또 그는 여기에 보관되는 비자금은 극히 일부분이며, 대부분은 전략지원팀에서 전·현직 핵심 임원 1000여 명의 차명계좌에 현금·주식·유가증권 등의 형태로 분산되어 있다고 주장했다. 실제로 김용철 자신도 제대로 접근할 수 없는 자신 명의의 차명계좌가 우리은행에 있었고, 이 계좌에는 50억원대의 현금과 주식이 들어있었다.

### 회장 지시에 의한 전방위적 뇌물 로비
천주교정의구현사제단과 김용철이 함께 공개한 "회장 지시 사항"이라는 제목의 문건에서는 "호텔 할인권을 발행해서 돈 안받는 사람(추미애 의원 등)에게 주면 부담 없지 않을까? 금융관계, 변호사, 검사, 판사, 국회의원 등 현금을 주기는 곤란하지만 호텔 할인권을 주면 효과가 있는 사람들에게 적용하면 좋을 것"이라는 글과 "와인을 잘 아는 사람에게 와인을 주면 효과적이니 따로 조사해볼 것. 아무리 엄한 검사, 판사라도 와인 몇 병 줬다고 나중에 문제가 되지는 않을 것"이라는 글이 등장했다. 김용철 등은 이 문건이 2003년 11월과 12월 그룹 구조조정본부에서 작성된 것이라고 밝혔다.
김용철은 이런 삼성의 로비에서 국회의원, 검찰, 언론, 심지어는 백담사에 있던 전두환까지 로비의 대상이었다고 말하기도 했다.

### 검찰 수사 및 재판 개입

#### 대상그룹 비자금 사건
김용철은 이건희 회장과 사돈이었던 대상그룹 임창욱 회장의 비자금 사건에 대해 대상 수사과정에 삼성측의 로비가 있었으며, 결국 "열심히 한 검사는 물먹고, 말아먹은 검사는 잘 풀렸다"면서 원칙대로 수사하려 했던 송해은 부장은 좌천됐다고 말했다.

#### 2002년 대선 자금 수사
김용철은 2002년 대선 자금 수사 당시 남기춘 검사가 명동 사채 시장을 뒤져 삼성 채권을 찾아내 안대희 중수부장에게 끝까지 이학수의 구속을 주장했으나 결국 그 지점에서 수사가 멈췄다고 말했다.

#### 삼성 에버랜드 사건 로비
김용철은 삼성에버랜드 전환사채 저가 발행과 관련된 수사에서 법무팀장으로서 소속 변호사들, 인원이 부족하면 관계사 변호사들까지 동원해서 업무분담을 하고 전체적으로 지휘를 했으며, 그룹 내 원로임원들에게는 자신이 직접 찾아가서 시나리오대로 진술해 달라고 부탁한 사례도 있다고 주장했다.
김용철은 에버랜드 사건 주임검사 중 어떤 사람은 수사 중 어린이날에 에버랜드로 자기 가족들을 태우고 가서 접대 받으면서 공짜로 하루 종일 놀고 다음날 조사하기도 했다고 말했다. 또, 김용철은 이 검사가 전화로 김용철에게 삼성증권에서 펀드투자를 한 뒤 3000만원의 손해를 봤다며 손실보전을 요구해 보전해줬다고 주장했다.
또 그는 이 사건이 서울중앙지검 특수2부에 배당되었다가 2004년 6월 금융조사부로 넘어간 것에 대해, 이는 불법 대선자금 수사에서 이학수의 구속을 주장했던 남기춘이 특수2부장으로 부임했기 때문이라고 말했다.
정의구현사제단 김인국 신부는 김용철이 에버랜드 담당 재판장에게 갖다주라는 지시를 듣지 않아 회사를 나왔다고 주장했다.

### 중앙일보 위장계열 분리
김용철 변호사는 삼성그룹과 중앙일보가 분리하겠다는 말을 여러번 했으나, 홍석현이 대주주 지분을 살 돈이 없었기에 궁여지책 끝에 이건희 회장이 자신의 명의로 된 지분을 명의만 넘겨서 형식상으로만 분리했다고 말했다. 또 중앙일보가 삼성그룹과 분리되어있다고 생각하지 않기 때문에 구조조정본부에서 수시로 돈을 가져가며, 수해로 주차장 보수공사 할 비용까지 가져갔다고 주장했다.

### 비자금 이용 미술품 구입 의혹
김용철은 비자금을 이용해서 삼성에서 구입한 미술품 리스트와 어떻게 외화로 지급을 했는지를 정리해 놓은 문서를 공개했다. 또 2002년 당시 약 100억 원에 달하는 로이 리히텐슈타인의 '행복한 눈물'을 직접 봤다는 이재용의 확인이 있었다고 했다.

### 삼성그룹의 공무원 인사에 대한 영향
김용철은 삼성그룹이 공무원 인사에까지 영향을 준다고 주장했다. 김용철은 공정거래위원장은 연임에 실패했고, 이후 제대로 된 자리를 얻지 못했고, 공정거래위원회에 파견된 한 검사는 삼성그룹과 관련한 조사를 시작하자마자 검찰로 불려들어가 좌천당했다고 말했다. 또 김용철은 삼성이 검찰총장 내정자 등을 비롯한 검찰 인사를 미리 알고 있었다고 주장했다.

### 삼성그룹의 막강한 정보력
김용철은 삼성에서 참여연대의 내부 회의록이 곧바로 입수되며, 자신이 방송사 기자에게 한 검찰에 관한 얘기가 다음날 구조본 팀장회의에서 공개적으로 언급돼 깜짝 놀라기도 했다고 말했다.

## 다른 이들의 폭로
또한 2007년 11월 19일, 전 청와대 민정수석실 법무비서관인 변호사 이용철이 청와대 재직 시절이던 2004년에 삼성으로부터 500만원을 전달받았다가 되돌려준 적이 있다는 증언과 함께 당시 찍은 뇌물 사진을 공개하기도 했다. 이용철이 묘사한 당시 상황과 사진으로 드러난 뇌물의 포장 상태 등이 김용철의 기존 증언과 거의 일치한다는 분석도 있다. 그러나 삼성 측은 김용철의 폭로에 대하여 회사 차원의 조직적인 뇌물 공여는 전혀 없었다고 반박했다.

## 폭로의 배경과 과정

### 삼성그룹의 법조계 인사 영입
민주노동당 노회찬 의원은 “2000년 이후 삼성그룹 법무팀으로 진출한 전직 검사 14명 중 기업수사를 담당한 특수부 출신 검사가 총 10명”이며 현재 삼성 법무팀에서 일하는 L, S, K 전 검사가 삼성에서 일하고 있다고 말했다.
검찰 혹은 법원 출신의 인사로 삼성으로 전직한 인물은 다음과 같다.
- 김용철 (검사)
- 김은미 (판사)[12]
- 김상균 (판사)[13]
- 안덕호 (판사)[13]
- 성열우 (판사)[13]
- 이종왕 (검사)[13]
- 서우정 (검사)[13]
- 남영찬 (판사)[14]
- 김영호 (검사)[15]

삼성그룹의 전직한 법조계 사외이사는 다음과 같다.
- 송정호 (전 법무부장관) : 삼성전기 사외이사

- 이영애 (판사) : 삼성 관련 재단 이사
- 고중석 (판사) : 전 헌법재판소 재판관, 삼성중공업 사외이사

### 대형 로펌의 변호사
변호사로는 국내 굴지 로펌의 대표 변호사들인 양삼승(법무법인 화우)·신영무(법무법인 세종)·이종욱(법무법인 태평양) 변호사가 삼성재단과 계열사의 감사와 이사로 등록돼 있다.

### 참여연대의 문제 지적
참여연대는 김상균 전 서울중앙지방법원 부장판사의 경우 재직 중에 이건희 회장과 삼성에버랜드가 관련된 소송의 담당 판사였는데 사건이 계류 중인 상태에서 2005년 2월 퇴직해 같은해 3월 삼성전자 소속 삼성구조본 부사장으로 자리를 옮겼으며, 서우정 삼성구조본 부사장 역시 서울지검 특수1부장 재직 당시 이재용씨가 연루된 삼성에버랜드 CB 편법증여 사건을 수사한 바 있는데, 2004년 12월 삼성 구조본 부사장으로 취임한 것을 들어서 문제가 있다고 지적해 왔다.

### 폭로의 과정
2007년 8월~9월, 김용철의 부인은 삼성에 "성실하게 살고자 했던 남편이 삼성 때문에 망가졌다"는 요지의 편지를 세 차례 보냈다.
한달 뒤인 10월 18일 김용철은 천주교 정의구현 전국사제단 함세웅 신부를 찾아갔고, 이에 대해 삼성은 적극적으로 대처하기 시작했다. 김용철은 10월 19일 밤 10시 경 이학수 실장과 김인주 사장이 잠실에 있는 김 변호사 전처의 집을 방문해, 1시간가량 문을 두드리다 갔다고 주장했다. 또 김용철은 10월 20일~10월 21일 이학수 실장은 김용철 변호사에게 휴대전화 문자 “김 변호사 우리 서로 좋았을 때를 생각해봅시다. 나는 김 변호사와 이렇게 될 만한 문제가 없다고 생각합니다. 만나서 뭐든지 풀어보면 서로 유익할 것입니다. 긍정적인 판단을 기대합니다.”라는 내용의 문자메시지를 보냈다고 한다.

### 폭로의 동기
2007년 11월 5일 김용철은 2차 기자회견에서 삼성의 경영진이 돈의 힘으로 신성한 법조를 오염시켰고, 자신을 신문기사를 이유로 법무법인에서 내쫓았으며, 아내와 살고자 하는 소박한 꿈조차 짓밟았다며 폭로의 동기를 밝혔다.

## 폭로 이후

### 삼성그룹의 반박
2007년 11월 5일 28쪽짜리 반박 자료에서 삼성은 김용철 변호사의 주장들을 반박했다.
삼성은 이 문서를 통해 비자금과 분식회계의 존재를 부인했고, 차명계좌는 구조본 시절 동료의 부탁으로 만든 것이며, 검찰과 법원에 대한 로비도 근거 없다고 말했다. 또 제시된 문건의 내용도 단지 검토하는 차원이었으며, 기업 법무실에서 수사를 방해하거나 위증 교사한 적 없고, 에버랜드 판사에 30억을 갖다주라고 했다는 지시도 사실관계가 맞지 않다고 주장했다.

### 비자금 의혹 특별 검사
이후 삼성 특검법이 발의, 통과되어 관련자들이 조사되었으나, 결국 특검은 삼성 에버랜드 사건과 삼성SDS 사건, 삼성화재 횡령 및 증거인멸 사건만을 기소한 채 나머지 대부분의 의혹에 대해서는 불기소 처분을 내렸다. 일각에선 수사의 범위가 너무 광범위해 지방 검사에게 넘겨야 한다는 목소리도 있었으나, 그대로 수사를 종결 후 주요 관련자들을 불구속 입건하는데 그쳐 "면죄부 특검"이라는 비난이 있었다.

### 재판
1, 2심 재판에서는 허태학, 박노빈 에버랜드 전, 현직 사장들이 피고인인 삼성 에버랜드 사건에 대해서는 유죄를, 이건희회장 등이 피고인인 삼성SDS 사건에 대해서는 무죄를 내렸으나, 대법원에서는 절차상의 문제가 없음을 들어 에버랜드 사건에 대해 무죄를, 삼성SDS 사건에 대해 유죄취지로 파기 환송을 하도록 했다.

### 관련 인물의 소명
이귀남은 법무장관 임명을 위한 청문회에서 김용철 변호사의 삼성 비자금 사건을 폭로할 당시 `떡값 검사'로 지목된 데 대해서는 "사실과 다르다"고 부인했다.

## 천주교 정의구현 사제단의 역할
천주교 신자들은 물론 같이 활동했던 민주화 운동가와 정부 고위 관료들까지 나서 삼성의 입이 되어 폭로를 만류했으며 심지어 현직 최고위급 관료도 설득을 위해 찾아왔으나 사제단은 이를 무릅쓰고 발표를 강행하였다.
사제단 대표를 맡고 있는 전종훈 신부는 “20년 전 독재 정권에 맞섰던 사제단이 이제는 경제 민주주의와 경제 정의를 위해 나섰다. ‘자본 독재’에 맞서기 위함이다”라고 말했다.

## 같이 보기
- 김용철 변호사
- 천주교정의구현전국사제단
- 《삼성을 생각한다》 - 김용철의 책